# 月
月（つき、英: Moon、羅: Luna、独: Mond、仏: Lune）は、地球で唯一の安定的に存在する天然の衛星である（地球のその他の衛星については、「月以外の地球の衛星」を参照）。
太陽系惑星の恒久的に存在する衛星の中で、最も内側に位置する衛星であり、太陽系で5番目に大きい衛星でもある。地球から見て太陽に次いで明るい。
古くは太陽に対して太陰とも、また日輪（ = 太陽）に対して月輪（げつりん）とも言った。

## 概要
太陽系の中で地球に最も近い自然の天体であり、人類が到達したことのある唯一の地球外天体でもある。
地球から見える天体の中では太陽の次に明るく、白色に光って見えるが、これは自ら発光しているのではなく、太陽光を反射したものである。

### 名称
ドイツ語では Mond（モーント）、フランス語では Lune（リュヌ）、英語では Moon（ムーン）、ラテン語では Luna（ルーナ）、サンスクリット語では चंद्र（チャンドラ）、ギリシャ語ではΣελήνη（セレーネー）と呼ばれる。古くは太陽に対して太陰ともいった。日本語では「ツキ」というが、奈良時代以前は「ツク」という語形だったと推定されている。
なお、漢字の「月」は欠けた月の形を描いた象形文字である。
また「月」は、広義には「ある惑星から見てその周りを回る衛星」を指す。例えば、「フォボスは火星の月である」などと表現する。英語の「Moon」もこの用法で用いられることがある。

### 運行
月は天球上の白道と呼ばれる通り道をほぼ4週間の周期で運行する。白道は19年周期で揺らいでいるが、黄道帯とよばれる黄道周辺8度の範囲に収まる。月はほぼ2週間ごとに黄道を横切る。
恒星が月に隠される現象を掩蔽、あるいは星食という。惑星や小惑星が隠されることもある。一等星や惑星の掩蔽はめったに起こらない。天球上での月の移動速度は毎時0.5度（月の視直径）程度であるから、掩蔽の継続時間は長くても1時間程度である。

### 暦との関係
暦と月の関係は近代に至るまで密接であった。月の《満ち欠け》を元に決めた暦は太陰暦と言い、地球から月を見ると月の明るい部分の形は毎日変化し約29.5日周期で同じ形となっており、この変化の周期を元に暦を決めたものである。
歴史的に見れば元々は太陰暦を採用していた地域のほうが多く、現代でも太陽暦と太陰暦を併用している文化圏がある。月を基準に決めた太陰暦は、漁師など自然を相手に仕事をする職業にとっては日付がそのまま有用な情報をもたらす。
日本でも、明治5年までは太陽太陰暦を主として使用していた。明治5年に公的な制度を変えた段階でこれを「旧暦」と呼ぶようになったが、その後も長らく旧暦のカレンダーは販売され、併用することが多かった。今でも一般の太陽暦のカレンダーに旧暦を掲載したものは広く使われる。
日本語では暦を読むことを「月を読む」「ツキヨミ（ツクヨミ）」「月読」と言った。暦と言えば近代まで太陽太陰暦であったため、暦を読むとはすなわち月を読むことであった。

## 物理的特徴

### 性質

主要な太陽系の衛星の比較。他の衛星と比べても月は大きく、月は母惑星地球に対し不釣合いなほど大きな衛星であることが分かる。

月の直径 (3,474km) は、木星の衛星ガニメデ (5,262km)、土星の衛星タイタン (5,150km)、木星の衛星カリスト (4,800km)、イオ (3,630km) に次ぎ、太陽系の衛星の中で5番目に大きい。また、惑星に対する衛星の直径比率で言えば、月は地球の約1/4であり、ガニメデが木星の約1/27、タイタンが土星の約1/23であるのに比べて桁違いに大きい。かつては、衛星が主星の大きさの50%を超える冥王星とカロンの組に次いで2番目だったが、冥王星が準惑星に分類変更されたので、地球と月の組が1番となった。
月はその規模や構造といった物理的性質から、星そのものは地球型惑星だと考えることもできる。明文化された、かつ厳格な衛星の定義はない。太陽ではない天体の周りを長期的に公転していて、それを観測による追跡で証明できること、事実上の衛星の定義はこれである。太陽系の8つの惑星を分ける意味で「地球型惑星」と言った場合、月は含めないのが普通である。
従来、地球に対する月は、衛星としては不釣合いに大きいので、二重惑星とみなす意見もあった。月の直径は地球の4分の1強であり、質量でも81分の1に及ぶからである。月と太陽の見た目の大きさ（視直径）はほぼ等しく、約0.5度である。したがって、他の惑星の場合とは異なり、太陽が完全に月に覆い隠される皆既日食や、太陽の縁がわずかに隠されずに環状に残る金環日食が起こる。
月の形状はほぼ球形だが、厳密にはわずかにセイヨウナシ形をしている。月面の最高点は平均高度より+10.75km、最低点は-9.06kmで、共に裏側にある。質量はおよそ地球の0.0123倍 (1/81)。表面積（3793万km2）は地球の表面積の7.4%に相当し、アフリカ大陸とオーストラリア大陸を合わせた面積よりもわずかに小さい。

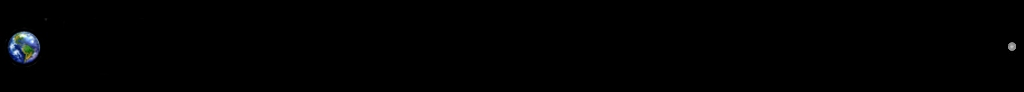
月と地球の距離およびそれぞれの直径 月と地球の間の距離は38万4,400km、これに対し地球の直径は1万2,756km、月の直径は3,474km。

月の秤動（ひょうどう）この画像は27日分の月の映像を時間を縮めて表示し、月の見かけ上の揺れ（秤動）の様子を示す。月が楕円軌道を巡り地球との距離が変わるので、見かけの大きさも変化する。

アメリカ合衆国のアポロ計画やソ連のルナ計画で月面に設置された反射鏡に地球からレーザー光線を照射し、光が戻ってくるのに要する時間を計れば月までの距離を正確に測定できる。この測定は月レーザー測距(LLR)と呼ばれ、1969年にアメリカのマクドナルド天文台で初めて行われた。地球中心から月の中心までの平均距離は38万4,403km（約1.3光秒）であり、地球の赤道半径の約60.27倍である。21世紀に入ってからも各国の天文台で測定が続けられており、月は平均して1年あたり3.8cmの速さで地球から遠ざかっていることが明らかになっている。
月は、太陽系の惑星やほとんどの衛星と同じく、天の北極から見て反時計周り（地球の自転、公転と同じ）の方向に公転している。軌道は円に近い楕円形。自転周期は27.32日で、地球の周りを回る公転周期と完全に同期している（自転と公転の同期）。つまり地球上から月の裏側を直接観測することは永久にできない。これはそれほど珍しい現象ではなく、火星の2衛星、木星のガリレオ衛星であるイオ、エウロパ、ガニメデ、カリスト、土星の最大の衛星タイタンなどにも見られる。ただし、一致してはいても、月の自転軸が傾いているうえに軌道離心率が0ではないので、地球から見た月は秤動と呼ばれるゆっくりとした振動運動を行なっており、月面の59%が地上から観測可能である。逆に、月面からは地球は天空のある狭い範囲（秤動に応じて東西南北およそ±7°程度の範囲）に留まって見える（一点に静止して見えるわけではない）。特に、スミス海や東の海のように地球から見て月の縁に位置する地点では、秤動によって地球から見えたり隠れたりするのに応じて、逆に地球が月の地平線から昇ったり沈んだりして見える（「地球の出」の画像は月面からではなく、月周回軌道を回る宇宙船や観測機から撮られた物である）。
2014年5月に発表された研究によれば、月の自転軸は40億年前から現在までに数十度ずれていたという。
月内部の構造はアポロ計画の際に設置された月震計で明らかになった。中心から700 - 800kmの部分は液体の性質を帯びており、液体と固体の境界付近などでマグニチュード1 - 2程度の深発月震が多発している。また、浅発月震と呼ばれる地下300km前後を震源とする揺れは、マグニチュード3 - 4にもなるが、発生原因の特定はできていない。表面から60kmの部分が地球の地殻に相当し、斜長石の比率が高い。月の内部は地球型惑星と同様に岩石と金属からなり、深さによって密度ごとに成層した（分化した）天体である。
月はナトリウムやカリウムなどからなる大気を持つが、地球の大気に比べると1017分の1（10京分の1）ほどの希薄さであり、表面は実質的に真空であるといえる。したがって、気象現象が発生しない。月面着陸以前の望遠鏡の観測からも月には大気がないと推定されていたが、1980年代にアメリカ航空宇宙局（NASA）によって実際は希薄ながらも大気が存在することが確認された。
水の存在も観測では確認されていなかったが、2009年11月にNASAによって南極に相当量の水が含まれることが確認された。ただし、水は極地に氷の形で存在するだけであって、熱水（鉱化溶液）による元素の濃集は起きないとされており、熱水鉱脈は存在しないと推定されている。しかしながら、マグマへの濃集は起きていたためチタンなどの含有量が非常に多い地質体も存在する。
現在は月の火山活動は認められず、マントル対流も存在しないが、少なくとも25億年前までは火山活動があったことが確認されている。溶岩流によって形成された月の溶岩洞（溶岩チューブ）も確認できる。
磁場は地球の約1/10,000ときわめて微弱である。月には全球的に明瞭な固有磁場が存在せず、局所的に、磁場が異常に強い地域と弱い地域が混在している。月はかつて全球的に磁場を有していたが、液体の金属核の凝固に伴って消滅し、局所的な磁場だけが残ったと考えられている。2014年5月に発表された研究によれば、現在の月には大規模な磁場はないが、約40億年前の月中心部では溶けた鉄が活発に運動し磁場を発生させていたことがわかった。

### 表面

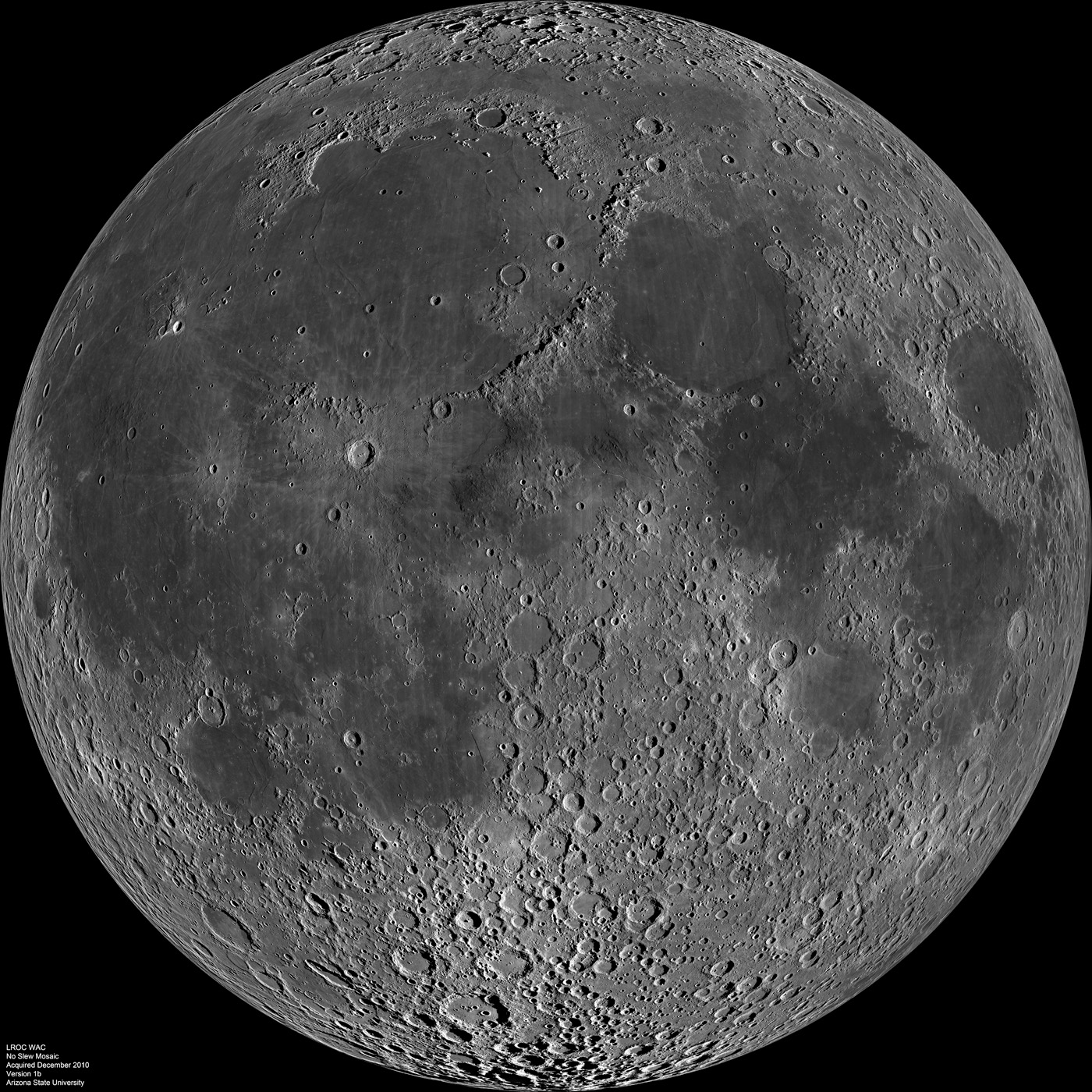
表側（地球から見える側）

裏側 黒っぽく見える海が少ない

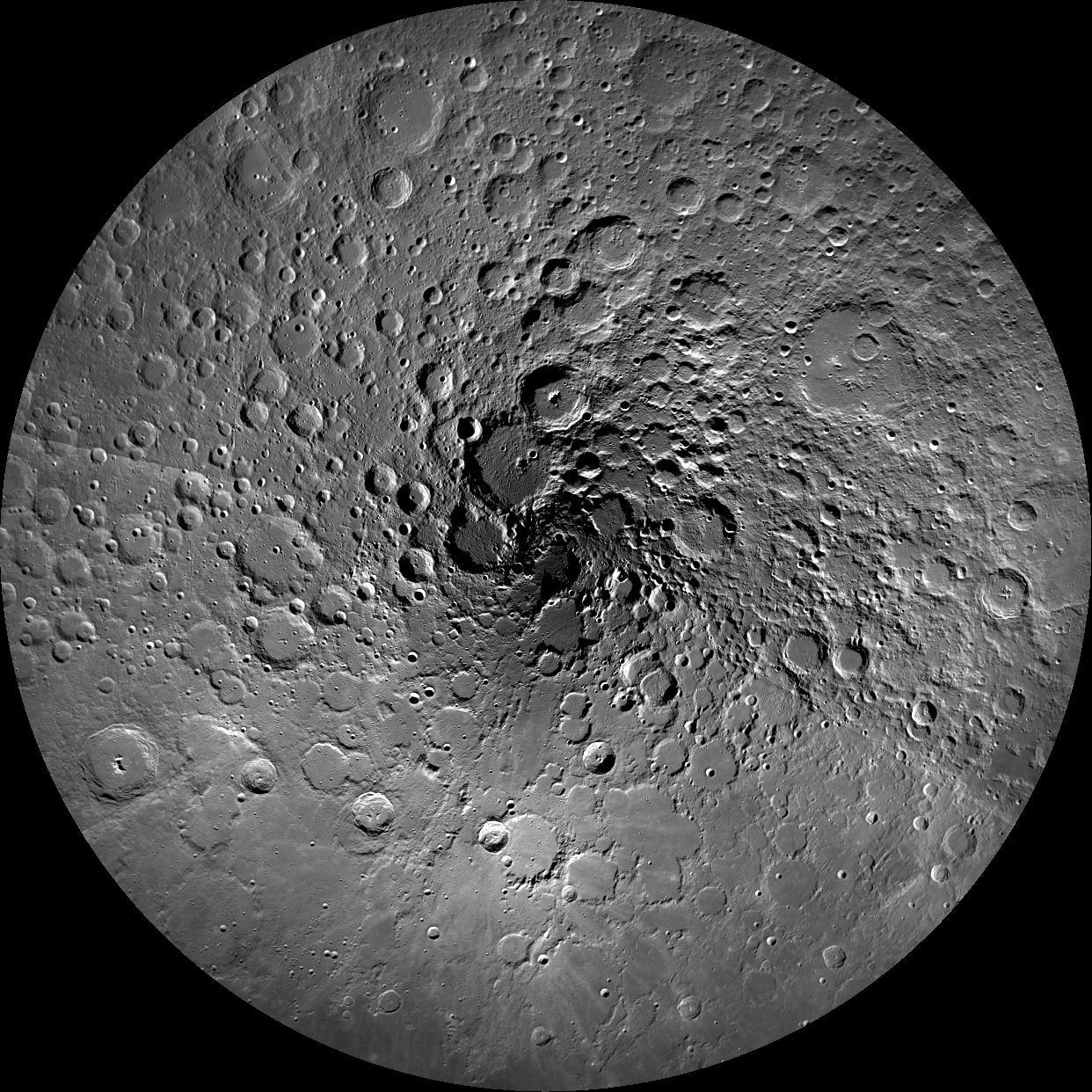
月の北極周辺 夏期 ルナー・リコネサンス・オービターによる写真の合成イメージ

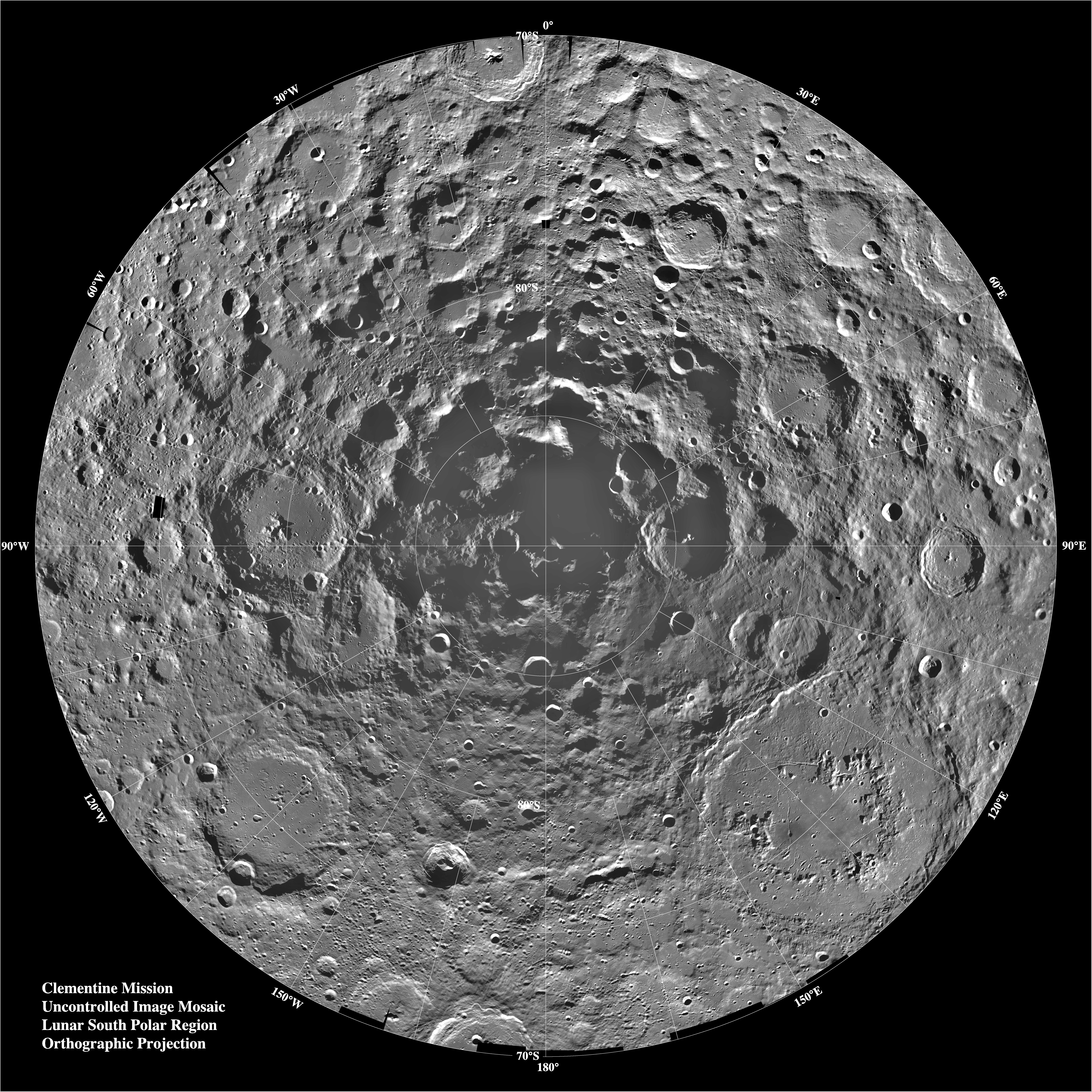
月の南極周辺（南緯70-90度）クレメンタイン (探査機)による写真の合成イメージ 常に日光が当たらない領域（永久影）が中心のクレーター内に見られる。

月の表側（地球から観測される側）の北緯60度 - 南緯30度にわたる領域は光をあまり反射せず黒く見えることから、海と呼ばれている。海は月表面の35パーセントを占めるが、月の裏側にはほとんど存在せず、高地と呼ばれる急峻な地形からなる。月の海は、まだ内部が熱く溶け、地表の下に溶岩がある時代に隕石の衝突によって生じたクレーターの底から玄武岩質の溶岩がにじみ出てクレーターが埋められたものとされている。約20kmの厚みがある冷えて固まった黒っぽい玄武岩の層で覆われているために光をあまり反射せず、他と比べて暗く見える。表側にのみ海が存在するのは、そちら側に集中して熱を生み出す放射性物質が存在したためであるとか、また、地球からの重力の影響により、より強い重力の働く地球側でのみ溶岩が噴出したためとする説も存在するが、現在のところ定説はない。
海以外の部分は、小石が集まった角礫岩から構成されている。これは太陽系初期から残った微惑星の衝突によって生じたものである。月には大気がほとんど存在しないため、微小な隕石もそのまま月面に衝突してクレーターをつくる。また水や風、動植物による物理的な浸食や地殻変動の影響を受けることもないので、更に他の物体衝突が無い限りほとんどのクレーターがそのまま残る。
大気が少なく、磁場が弱いために宇宙線や太陽風なども直接月面に到達するため、月面での生命活動に際しては、これらを防ぐ必要がある。また、昼夜の表面温度変化も大きく、赤道付近で昼は約110℃、夜は約-170℃となる。自転軸の傾きにより多少の季節はあるが、気象現象は無いので表面温度変化は月の1日を通じてほぼ一定の変化をする。なお、月の公転周期が約27.3日であるのに対して、満ち欠けが約29.5日となっているのは、月が公転する間地球も太陽の周りを公転しており、その分余計に公転しなければならないためである。
月面は砂（レゴリス）によって覆われている。レゴリスは隕石などによって細かく砕かれた石が積もったものであり、月面のほぼ全体を数十cmから数十mの厚さで覆っている。これはおよそ200kgの体重と装備が、重力によりおよそ30kg相当となった人間が残した足跡からも観測できる。より新しいクレーターなどの若い地形ほど層が浅い。その粒子は非常に細かく、宇宙服や精密機械などに入り込みやすく、問題を起こす。しかしその一方でレゴリスの約半分は酸素で構成されており、酸素の供給源や建築材料としても期待されている。また太陽風によって運ばれた水素やヘリウム3が分布密度は小さいものの吸着されており、核融合燃料になると考えられている。
両極付近のクレーター内には「永久影」と呼ばれる常に日陰となる領域があるため、氷が存在している可能性が高いと言われている。
2009年9月、無人月探査機チャンドラヤーン1号（ISRO：インド）および土星探査機カッシーニと彗星探査機ディープ・インパクト（いずれもNASA：アメリカ）の3探査機によって、月に水もしくは水の基となるヒドロキシ基が存在していることが確認されたと発表された。存在範囲は月面全体に薄く広がっている状態で、月において水もしくはヒドロキシ基を約1リットル集めるのに、月の土壌約0.76立方メートルが必要だと試算されている。確認された水もしくはヒドロキシ基は、太陽風によって運ばれた水素イオンが月面にある酸素を含んだ鉱物やガラス様物質に衝突した結果生じたものと考えられ、将来の月面探査・月面基地計画において、抽出して水素と結合すれば真水を生成可能とされている。
同年10月9日、NASAの月探査機エルクロスが月の南極付近にあるカベウスクレーターに衝突した。衝突による閃光や噴出物を観測したところ、上層部分からは細かい塵や水蒸気が、下層部分の土砂からも水分が確認された。合計水分量は約95リットルだという。
同年10月24日、日本の宇宙航空研究開発機構 (JAXA) は、月探査機かぐやが撮影した画像の解析で、月の表側にある平地「嵐の大洋」の中央部にあるマリウス丘に月面初となる地下溶岩トンネルに通じる縦穴を発見したと発表した。今回発見された縦穴は「嵐の大洋」において火山活動が活発だったことが分かっている地点に存在しており、直径約70m、深さ約90mの垂直な穴で、穴底部分は少なくとも横幅400m、内高20mを超えるトンネルになっているとしている。JAXAは、今回の発見は将来的な有人探査において天然の基地としての有力候補になったとしている。
2010年9月7日、NASAによって、月面において初となる「天然の橋」が確認された。NASAのルナー・リコネサンス・オービター (LRO) のカメラ (LROC) が撮影に成功し、その画像が公開された。画像では、橋の右側くぼみから橋下を通過した光が、左側くぼみの底に三日月形に映っている姿をとらえている。地球上においては風や水による浸食現象で形成される自然橋だが、月面で見られるこのような地形は、通常、太古の火山活動によってできた溶岩洞が崩落した結果と考えられている。ただし、今回発見されたケースでは、この天然の橋は溶岩洞の崩落によるものではなく、クレーターを形成した隕石の衝突熱で岩が融解して形成されたものと考えられている。
2020年10月、アメリカ航空宇宙局（NASA）は成層圏赤外線天文台（SOFIA）を用いて行われた観測で、南半球にあるクラヴィウス・クレーターから水が検出されたと発表した。極地域の永久影領域を除いた太陽光に照らされることがある地域で水が検出されたのはこれが初めてで、極地域だけではなく、月全体に水が存在する可能性を示す観測結果となった。

### TLP
月面に一時的な発光現象が起こることがあり、一時的月面現象 (英語: TLP, Transient Lunar phenomena) と呼ぶ。過去数百年の間に地球上からおよそ1500件の観測報告がなされているが、錯覚によるものや望遠鏡の鏡筒内異物による乱反射であったり、レンズの色収差など観測者側に何らかの原因があったりする場合の誤認が多いとされている。
実際に生じている月面での発光現象の原因として明らかになっているものが幾つかある。
1. 隕石の衝突[27] - 規模や持続時間の点からTLPは隕石衝突と区別される[28]。
2. 月、太陽、地球の位置関係 - 月面斜面に横から太陽光線が当たると、地形・高低差によりそれまでは太陽光を反射していなかった場所で反射が生じ発光しているように見える[25]。
3. レゴリス - 太陽風によって帯電したレゴリスが舞い上がる[29]。
4. ガス噴出 - 月の地殻に含有されているウラン(238U)が核分裂を起こし、分裂生成物であるラドン(222Rn)ガス噴出に伴う発光[26]（第18族元素の特徴的性質）。特にアリスタルコス・クレーター付近で顕著な現象。ガスの噴出は地表近くに溜まったガスが突発的に月面の砂を巻き上げるもので、アポロ計画で発見された月面上のガスの漏出地点と、TLPが頻発に報告される地域が一致するという研究がある[28]。

### 影響
月の重力は地球に影響を及ぼし、潮の満ち引きを起こす（潮汐作用）。なお、月よりも格段に大きい質量を持つ太陽も潮汐作用を起こし地球に潮汐力を及ぼすが、地球からの距離が月より遠距離にあるため、その影響力は月の力の半分程度である(潮汐力は距離の3乗に反比例する)。
月の潮汐作用により、主に海洋と海底との摩擦（海水同士、地殻同士の摩擦などもある）による熱損失から、地球の自転速度がおよそ10万年に1秒の割合で遅くなっている。また、重力による地殻の変形を介して、地球-月系の角運動量は月に移動しており、これにより、月と地球の距離は年間約3.8cmずつ離れつつある。この角運動量の移動は、地球の自転周期と月の公転周期が一致するまで続くと考えられるが、そこに至るまでにはおよそ50億年を要する。
逆に言えば、かつて月は現在よりも地球の近くにあり、より強力な重力・潮汐力の影響を及ぼしており、また地球（および月）はより早く回転していた。サンゴの化石の調査によれば、そこに刻まれた日輪（年輪の日版）により、4億年程前には1日は約22時間で、1年は400日程あったとされる。

## 視覚的特徴

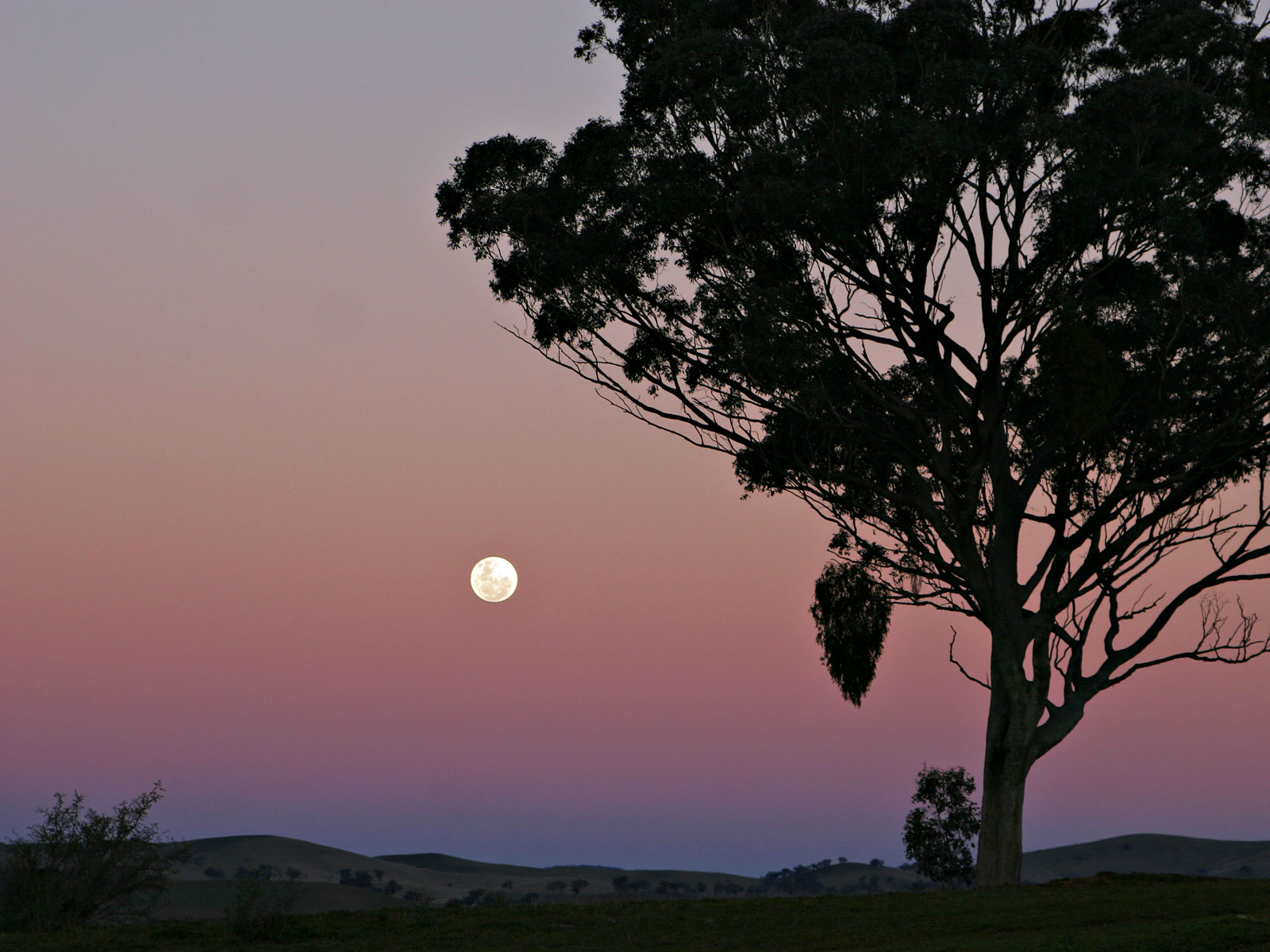
地表近くの満月

月の明るさは満月で-12.7など、半月でも-10等前後に達し、夜間における最も明るい天然光源である。
地球上から月を観察すると、月の大きさが変わっているように見えることがある。空高くに位置する場合と地平線または水平線近くに位置する場合とは、明らかに大きさに変化があり、前者の場合は小さく見え、後者の場合は大きく見える。
このトピックは紀元前から指摘されていた。「苧阪良二著/地平の月はなぜ大きいか 心理学的空間論/講談社ブルーバックスB594/昭和60年2月20日発行/ISBN 4-06-118194-7」はこの問題を研究した本で、有史以来これまでに提示されている仮説を以下の4系統14説に整理した。
A 光学説;A1水蒸気による屈折説/A2大気による屈折説/A3赤色光線説
B 地象説;B1介在説/B2比較説/B3遠景説/B4風景視角説/B5対比説
C 天空形状説;C1主観的扁平説/C2客観的扁平説
D 眼球運動説;D1水晶体説/D2瞳孔散大説/D3周辺視説/D4輻輳緊張説
その上で、さまざまな実験や観察、検証を行い、エビデンスを追究している。結論として、14説の内の3つの複合要因でこのように見える、と結論付けている。
月の公転軌道は楕円形であり、近地点約36万kmに対して遠地点約40万kmであるため、見かけの大きさは月の軌道上の位置により実際に変わる。また、赤道上の地上から見ると一日のうちでも厳密には距離が変化する。月を天頂付近に見る時が一日のうちで最も月に近く、月を地平線付近に見るときは、それよりもおよそ地球の半径（約6,000km）離れるので、それだけ僅かに小さく見える。
月は一時間あたり、恒星に対して東へ0.5度強だけ動いていき、24時間では13度である。つまり、毎夜、月は前の夜より13度だけ東へ動いていく。

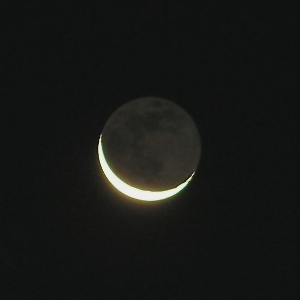
地球照

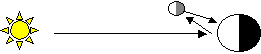
地球照の仕組み

太陽光が当たっていない、欠けた部分も肉眼でも薄っすらと見えることがあるが、これは地球照（ちきゅうしょう、earthshine）と呼ばれるもので、地球で反射した太陽光が月を照らすことによって生じるものである。月は大気や雲がなく岩石のみであり、満月が明るく見えるといっても、月のアルベド（太陽光を反射する割合）は7%程である。それに対して地球（満地球）は面積で約16倍大きく、また、アルベドが20-30%（雲や氷雪が良く光を反射する）であり、地球の方がずっと強い光を放っている。肉眼での確認が容易な期間は、新月を挟む月齢27から2（三日月）前後の、月の輪郭が小さな時である。ただし新月の際には目印となるものがなく、発見が困難である。もっとも、皆既日食の際には地球照の確認が可能で、写真撮影すれば地球照で地形の見える月の周囲に太陽のコロナが写る。また、半月くらいになれば肉眼で地球照を確認することは難しいが、露出時間を長くして影の部分を写真撮影すれば地球照が写る。
月の出・月の入りの頃などに赤い月が観測されることがあるが、これは朝焼けや夕焼けと同様の原理で、月が地平近くにあることから月からの光が大気の中を長く通り、赤以外の光が散乱してしまうことによる。月食によっても発生することがある。
月の公転軌道は地球の公転軌道に対して5度ほど傾いている。この傾きが周期的に月食・日食を引き起こしている。

## 起源

### 古典的学説
月がどのようにつくられ、地球を巡るようになったかについて古くは3つの説が唱えられてきた。
親子説（分裂説・出産説・娘説）
自転による遠心力で、地球の一部が飛び出して月になったとする説。
兄弟説（双子集積説・共成長説）
月と地球は同じ材料物質から、同時に作られたとする説。
他人説（捕獲説・配偶者説）
別の場所で形成された月と地球が偶然接近した際、月が地球の引力に捕らえられたとする説。
だが、いずれの説も現在の月の力学的・物質科学的な特徴を矛盾なく説明することができなかった。まず、親子説では地球-月系の現在の全角運動量を原始地球が単独で持っていたとは考えにくい。兄弟説では月の平均密度から推定される全体的な組成が、地球と比較して金属鉄に乏しいことを説明できない。また、他人説では地球の重力圏外から進入する月が、地球からちょうど良い距離に接近して衛星軌道へ捕らえられる可能性が低い。また、アポロ計画により採取された月の石の分析結果から判明した地球のマントルと月の石の化学組成や酸素同位体比の類似性も、他人説は説明できない。一方で、月の石の放射年代測定により月が約45億5000万年前に誕生したこと、月の高地が斜長岩からなることから月はその歴史の初期に高温だったことが明らかとなった。これらの証拠から、有力視されるようになったのが巨大衝突説である。

### 巨大衝突説
巨大衝突説（ジャイアント・インパクト説）は、地球と他の天体との衝突によって飛散した物質が地球周回軌道上で集積して月ができたとする説である。この説の標準的な設定では、地球がほぼ現在の大きさになった頃、火星程の大きさの天体 (テイアと名付けられている) が斜めに地球へ衝突し、その衝撃で蒸発・飛散した両天体のマントル物質の一部が地球周回軌道上で集積して月が形成されたとする。
この説を用いると、以下のことが説明できる。
- 月の質量が現在程度になること。
- 地球・月系の全角運動量が現在程度でも不思議はないこと。
- 月の比重 (3.34) が地球の大陸地殻を構成する花崗岩（比重1.7 - 2.8）よりも大きく、海洋地殻を構成する玄武岩（比重2.9 - 3.2）に近いこと[要出典]。
- 地球と比べて揮発性元素が欠乏していること。月形成環境が高温であったことで説明できる。
- 月のコアが小さいこと。地球やテイアのマントルを主とする軽い物質が集積したとすれば説明できる。

一方で、詳細な計算によると月岩石の同位体比は巨大衝突説で説明しづらいことが示されている。巨大衝突の数値計算結果から、月質量を再現する標準的な設定では、月の成分の5分の1は地球に由来し、残る5分の4は衝突天体の物質が寄与することが分かっている。しかしながら、実際には、地球と月の岩石の酸素などの同位体比はほぼ同一であることが知られており、巨大衝突説には物質科学的な困難が存在する。
これに対して、衝突時の原始地球はマグマの海に覆われており、その物質が効率よく地球周回軌道へと飛散することで月の主成分となり、同位体比の類似性が説明できるという仮説が提唱されている。
このほか、次の複数衝突説が提唱されている。

### 複数衝突説
複数衝突説は、月は巨大衝突説が唱えるように1回の大規模衝突によって形成されたのではなく、微惑星の小さな衝突が20回程度繰り返されて月形成がなされたとする説である。このシナリオでは、衝突のたびに原始地球の周囲にデブリ円盤が形成され、円盤物質の集積で小衛星が形成される。こうした小衛星の数々は最終的に合体し、単一の月が形成される。
複数衝突説によると、単独の衝突よりも地球から多くの物質がえぐり取るような衝突が考慮できる。これに加えて、多数の小衛星組成の平均が最終的な月組成となることから、単一衝突シナリオよりも月組成を地球に類似させやすいとされる。また、月質量以上の周地球デブリ円盤を作る必要がないため、単一の衝突で月を作るよりも緩い条件で月形成を達成できるという利点もある。
なお、巨大衝突説や複数衝突説以外の月の形成に関する新たな学説として「月は2つあった」とする学説が提示されている。

## 月齢と呼び名

中心の青い球体が地球、図の右方に太陽があり、地球の周りに配置される球体が1か月間に公転する月の位置を示す。図の1の球体が朔の月の位置を示す。地球から見て、月と太陽が同じ方向にある。図の3の球体が上弦、図の5が望、図の7が下弦の月の位置をそれぞれ示す。

地球から見て、太陽と月が同じ方向にある瞬間を、朔（さく）又は新月という。日本や中国の旧暦で用いられた太陰暦・太陰太陽暦では、朔を含む日を月初（第1日）とする。
朔からの経過時間を日単位で表した数値を月齢という。朔の瞬間を月齢0として、朔を含む日（朔日）を「1日」とするため、日本で用いられる旧暦の日付は、その日の午前0時の月齢に1を足したものとなる。なお、通常、カレンダーなどで示される月齢は、当日正午時点の数値である。例えば、2009年9月19日は日本標準時午前3時44分に朔となるため、この時点が月齢0となり、同日は旧暦8月1日となる。朔から24時間後の同年9月20日午前3時44分には月齢1となる。カレンダーなどで示される月齢は、それぞれ正午時点での数値となるため、2009年9月19日は月齢0.3、翌20日の月齢は1.3となる。
月には、月相（月の満ち欠け）に応じて、様々な名称がある。まず、天文学的に用いられる名称としては、「朔、上弦、望、下弦」の4つがある。太陽と月の黄経差が、それぞれ0度の状態を朔、90度を上弦、180度を望、270度を下弦と呼ぶ。なお、月相は通常0度から360度までの角度で示されるが、月齢との比較を容易にするため、0度から360度までの角度を0から28までの整数の値に換算して示すことがある。この場合、朔は0、上弦は7、望は14、下弦は21となる。この月相の数値と月齢は必ずしも一致しない（詳細は月相を参照）。
このほか日本では、旧暦の日付に対応する名称（三日月、十三夜の月、十五夜の月、十六夜の月など）や月が見える時間帯に関する名称（立待月、居待月、寝待月、夕月、有明月など）、形状に対応する名称（満月、弦月、半月、弓張月など）、年中行事に関連する名称（芋名月、栗名月）など、月には多くの名称（月名、げつめい）がある。
旧暦15日の月（ほぼ満月）は日没頃に昇り、以後数日間も夜間に上るため月見に適しており、特に様々な名称が付された。日没後しばらくしてから上る旧暦16日の月は「いざよい」（ためらう、なかなか進まないの意）、以後、「立待」（立って待っていると出てくる）、「居待」（座って待っていると出てくる）、「寝待」（寝て待っていると出てくる）、「更待」（ふけまち。夜が更けてから出てくる、あるいは更に待つと出てくる）と、月の出が遅くなるごとにふさわしい名称が付けられている。なお、「夕月」は日没前後に見える月の総称であり、「有明の月」は明け方になってもまだ残っている月の総称である。
月は毎日平均約50分ずつ遅れて出るため、「月の出」がない日や1日に2回起こる日がある。そのため、月の呼び名は、旧暦の日付ではなく朔日を1とする「月の出」の回数（月の出数）によって決められる。そうしないと欠番が出たり、同じ月でも地域により呼び名が異なったりするからである。なお、月の出の時刻が0時前後になる旧暦の24日ごろ以降は、旧暦の日付と月の呼び名が1日ずれるので注意が必要である。「月の出がない日」といっても、その日に「月の出」がないだけで月が見えないわけではない。その日が始まる午前0時には既に月が出ているので、東から月が出る「月の出」がないのである。
| 月相     | およその月齢 | 月の出数 | 主な名称                                                                   |
| -------- | ------------ | -------- | -------------------------------------------------------------------------- |
| 0・朔    | 0            | 1        | 新月                                                                       |
| 1        | 1            | 2        | 二日月、既朔（きさく）                                                     |
| 2        | 2            | 3        | 三日月（みかづき）                                                         |
| 7・上弦  | 7.5          | 7        | 半月、七日月、弓張月                                                       |
| 12       | 12           | 13       | 十三日月、十三夜月                                                         |
| 13       | 13           | 14       | 十四日月、小望月（こもちづき）、幾望（きぼう）、待宵の月（まつよいのつき） |
| 14・望   | 14           | 15       | 十五日月、十五夜、望月（もちづき）、満月                                   |
| 15       | 15           | 16       | 十六夜（いざよい）、十六日月、既望（きぼう）                               |
| 16       | 16           | 17       | 十七日月、立待月（たちまちづき）                                           |
| 17       | 17           | 18       | 十八日月、居待月（いまちづき）                                             |
| 18       | 18           | 19       | 十九日月、寝待月（ねまちづき）、臥待月（ふしまちづき）                     |
| 19       | 19           | 20       | 二十日月、更待月（ふけまちづき）                                           |
| 21・下弦 | 22.5         | 23       | 半月、二十三日月、弓張月                                                   |

| 日付 （旧暦）       | 月齢 | 東京   | 東京     | 東京   | 東京     | 京都   | 京都     | 京都   | 京都     | 説明 |
| 日付 （旧暦）       | 月齢 | 月の出 | 月の入り | 月の出 | 月の出数 | 月の出 | 月の入り | 月の出 | 月の出数 | 説明 |
| ------------------- | ---- | ------ | -------- | ------ | -------- | ------ | -------- | ------ | -------- | --- |
| 9月10日 （7月22日） | 20.7 |        | 10:45    | 20:46  | 22       |        | 10:59    | 21:04  | 22       | 東京・京都とも、前日に出た月が午前10時台に没し、午後 9時頃にまた出てくる。「月の出」は 1回なので、「月の出数」は1増える。 |
| 9月11日 （7月23日） | 21.7 |        | 11:51    | 21:37  | 23       |        | 12:05    | 21:55  | 23       | 東京・京都とも、前日に出た月が正午頃に没し、午後 9時台にまた出てくる。「月の出」は 1回なので、「月の出数」は1増える。 |
| 9月12日 （7月24日） | 22.7 |        | 12:54    | 22:36  | 24       |        | 13:08    | 22:55  | 24       | 下弦。半月。 東京・京都とも、前日に出た月が午後 1時頃に没し、午後10時過ぎにまた出てくる。「月の出」は 1回なので、「月の出数」は 1増える。                                                                                          |
| 9月13日 （7月25日） | 23.7 |        | 13:51    | 23:44  | 25       |        | 14:06    |        | -        | 東京では、前日に出た月が午後 2時前に没した後、当日中に再び出てくる。そのため、「月の出数」は 1増える。これに対して京都では、前日に出た月が午後 2時過ぎに没した後、当日中には再び月が出てこない。そのため、「月の出数」は増えない。 |
| 9月14日 （7月26日） | 24.7 |        | 14:42    |        | -        | 0:02   | 14:56    |        | 25       | 東京では、前日に出た月が午後 2時過ぎに没した後、当日中には再び月が出てこない。そのため、「月の出数」は増えない。これに対して京都では、未明に出た月が午後 3時前に没している。そのため、「月の出数」は 1増える。                     |
| 9月15日 （7月27日） | 25.7 | 0:55   | 15:25    |        | 26       | 1:14   | 15:40    |        | 26       | 東京・京都とも、未明に出た月が午後 3時台に没する。「月の出」は 1回なので、「月の出数」は 1増える。 |
| 9月16日 （7月28日） | 26.7 | 2:08   | 16:02    |        | 27       | 2:27   | 16:18    |        | 27       | 東京・京都とも、未明に出た月が午後 4時台に没する。「月の出」は 1回なので、「月の出数」は 1増える。 |
| 9月17日 （7月29日） | 27.7 | 3:21   | 16:36    |        | 28       | 3:39   | 16:51    |        | 28       | 東京・京都とも、未明に出た月が午後 4時台に没する。「月の出」は 1回なので、「月の出数」は 1増える。 |
| 9月18日 （7月30日） | 28.7 | 4:32   | 17:07    |        | 29       | 4:49   | 17:23    |        | 29       | 東京・京都とも、未明に出た月が午後 5時台に没する。「月の出」は 1回なので、「月の出数」は 1増える。 |
| 9月19日 （8月1日）  | 0.3  | 5:42   | 17:37    |        | 1        | 5:58   | 17:54    |        | 1        | 朔。新月。 東京・京都とも、日の出後に出た月が午後 3時台に没する。朔となったので「月の出数」は、 1に戻る。 |

和暦や中国暦の太陰太陽暦では、月の約29.5日の周期を大の月（30日間）と小の月（29日間）で調整する。このため、毎年月ごとの日数が異なり、煩雑で記憶できない。そこで、毎年、暦（大小暦）を作成して参照した。日本では、大小暦に絵を描いたものが、後に浮世絵になった。
月の初日（ 1日）は「朔日（ついたち、さくじつ）」と呼び、月の最終日（29日又は30日）は「晦日（みそか、つごもり）」と呼ぶ。「ついたち」とは「月立ち（つきたち）」、「つごもり」は「月隠り（つきこもり）」が音変化した語である。また、一年の最終月の最終日（29日又は30日）は、「大晦日（おおみそか、おおつごもり）」である。
日本の童謡の「お月さん幾つ、十三ななつ」はこれだけでは意味不明であるが、沖縄民謡の童謡『月ぬ美しゃ』に由来するとの見方がある。そこでは「月ぬかいしゃ、10日3日。みやらびかいしゃ10ななつ」とあり、13日の月、つまり成熟前が美しいとの意とされ、月齢を年齢になぞらえている。

### 月齢と人間的事象の関連性
現代においても、詳細なデータなど明確な根拠を示さず、テレビ・雑誌などで、月齢が、人間の生理的、精神的な事象（例えば出産や、自殺、殺人、交通事故の起こりやすさなど）に影響を及ぼしているのではと語られることがある。
月齢と暴力行為の因果関係については、2007年初頭にポーランドの科学者Michal Zimeckiが確認したとされるが、その一方でシドニー大学とニューサウスウェールズ州のManly病院の研究者らが、心理学専門誌Australian and New Zealand Journal of Psychiatry誌に1998年に発表した内容では「両者間に特別な関連性はみられない」とされたという。2007年6月5日、「満月の日には犯罪が増える」とイギリスの英南部サセックス州警察のある警察署が発表し、満月の日に警察官を多めに配置すべきだとの見解を表明したというが、懐疑的に見る人が多かったという。

## 人間との関係史

### 古代ギリシア
古代ギリシアの人々は、月食が起きるのは満月の時であること、また月食時に月の表面に丸い影が徐々に現れることを観察して、それらのことからその影というのは自分たちの住む地の影で、地は球体であると推定したといい、アリストテレースの時代（紀元前4世紀）には、その知識はギリシア世界では広く行き渡っていたという。

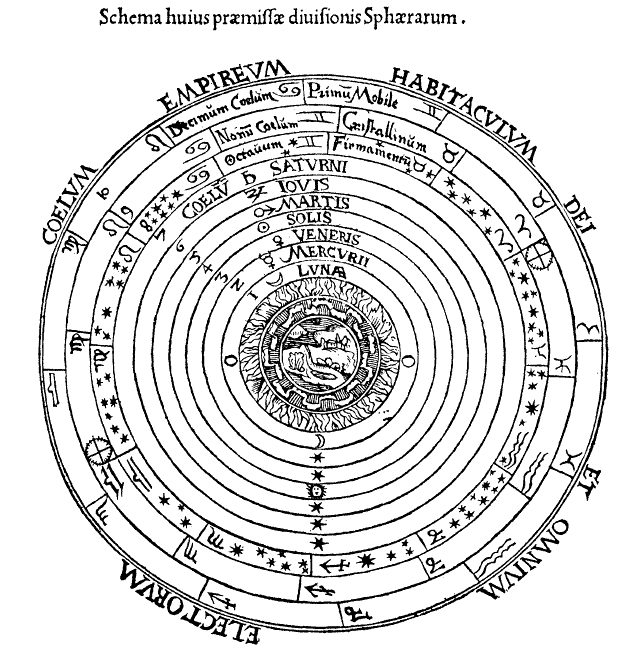
古代ギリシアから中世にかけての宇宙論。（ペトルス・アピアヌス画、アントワープ、1539年）

アリストテレースも地球の周りを月、太陽、および他の惑星が回っているという宇宙論を説いた（地球中心説）。
ギリシア神話の月の女神は元々セレーネーであるが、後にアルテミスやヘカテーと同一視され、月が満ちて欠けるように3つの顔を持つ女神とされるようになった。ローマ神話ではルーナがセレーネーと、ディアーナがアルテミスと同一視されたので、ここでも月神は2つの顔を持つとされた。これらの神々は一般にあまり区別されない。ルーナ Luna の名はロマンス語ではそのまま月を表す普通名詞となった。また、英語などではセレーネーから派生した selen-, seleno- という月を表す語根・接頭辞が存在する。元素周期表でテルル（地球）の真上に位置し、あとから発見されたセレンはこの語根から命名された。

### ヨーロッパの伝統文化
古来より月は太陽と並んで神秘的な意味を付加されてきた。ヨーロッパ文化圏では太陽が金色・黄色で表現されるのに対し、月は銀色・白で表されることが多い。西洋では月が人間を狂気に引き込むと考えられ、英語で "lunatic"（ルナティック）とは気が狂っていることを表す。また満月の日に人狼は人から狼に変身し、魔女たちは黒ミサを開くと考えられていた。
北ヨーロッパでは呪われて月に送られた男と見立てられており、『マザー・グース』に収録されたThe man in the moonは、その伝承を基にしたものである。安息日を無視して薪を背負っていた、キャベツを盗んだなど、男が呪われた理由は地域によって異なる。
この他、月の模様をカニの姿や編み物をする老婦人とみたものがある。北アメリカ、東欧では白い部分を女性の横顔に見たてている。

#### 西洋占星術
月は七曜・九曜のひとつで、10大天体のひとつである。また、月は惑星ではなく地球の衛星であるが、西洋占星術では他の天体と同様に「惑星」として扱われ、巨蟹宮（かに座）の守護惑星で、吉星（ベネフィック）である。西洋占星術において月は太陽と並んで最も重要な惑星として扱われ、象徴するキーワードは「感情」「感受性」「保護」「安らぎ」「プライベートな領域」「内面の意識」「不安」「嫉妬心」「浪費」などで、象徴する人物は「母親」「妻」「一般大衆」「庶民的な人」「保護者」などがあり、特定の人物を読む場合には太陽と対を成す、その人自身の個性の根幹的存在を表すとされる。

### イスラム文化

赤地に白い三日月と五芒星をあしらったトルコの国旗

トルコ共和国、パキスタン、モルディブ、マレーシアなどの国では国旗に新月（一般的には三日月と認識されることが多いが、地球の北半球から見る月の向きから考えると新月直前の27 - 28日月である）が描かれている。これらの国ではムスリムが国民の圧倒的多数を占める、ないしイスラム教を国教としているため、新月はイスラム教の意匠であると思われることが多いが誤解である（偶像崇拝の禁止が定められているため、月の崇拝も禁じられる）。コンスタンティノープルにおいては古くから新月がシンボルとして用いられており、オスマン帝国によってイスラム教共通の意匠として広めようと試みられた。今日、月を国旗に採用しているイスラム国家がそれほど多くはないのは、帝国の衰退とともに独立した諸国が、新月を採用しなかったためとされる。太陰暦であるイスラム暦との関連性を指摘する説もある。
また、赤十字社の十字の意匠は偶像崇拝を禁ずるイスラム教ではキリスト教信徒のイエス崇拝に繋がるという理由から長らく忌避され続けてきたため、イスラム圏では赤新月が用いられ、名称も赤新月社としている。

### 東洋の伝統文化
東洋では、月の海をウサギが餅つきをしている姿に見立てることがある（月の兎）。月とウサギとの由来はインド仏教説話集『ジャータカ』からとされる。古代中国では、月のことを玉兎（ぎょくと）と呼ぶ。また、玉兎の他に仙女（嫦娥）や蟾蜍（ヒキガエル）だという言い伝えもある。
中国の伝説では、月には桂の木が生えているとされ、呉剛という男が切ろうとしているとも言われる。また、夫の羿を裏切った嫦娥の変じた蝦蟇（ヒキガエル）が住んでいるともいわれる。そのほか、中国でも月の模様をウサギの姿とする見方がある。また、月の通り道にそって28の星座を作り、これを「二十八宿」と呼び、月は1日にこの星座を1つずつ訪ねて天空を旅していくと考えられていた。タイには、月の町と呼ばれるチャンタブリー県があり、その県章には月とウサギが描かれている。
月は陰の象徴となり、女性と連関すると考えられていた。故に月経と呼ばれた。

#### 日本
『古事記』では黄泉の国から戻ったイザナギが禊を行った時に右目を洗った際に生まれたツクヨミ（月読の命）が月の神格であり、夜を治めるとされている。同時に左目から生まれたのがアマテラスで、太陽の女神である。
『竹取物語』では竹から生まれた絶世の美女かぐや姫は、月の出身と明かし、月に帰っていった。他に、『今昔物語集』の天竺部に記されている「三獣、菩薩の道を修行し、兎が身を焼く語（こと）」という説話の結末で、帝釈天が火の中に飛び込んだウサギを月の中に移したとされており、日本にも月にはウサギが住んでいるという言い伝えがある。
月見
主に秋、月を愛でる行事。代表的なものとして、中秋の名月・十五夜がある。なお中秋の名月は満月とは限らない。旧暦8月（グレゴリオ暦9月頃）は乾燥して月が鮮やかに見え、また月の昇る高さもほどよく、気候的にも快適なため観月に良い時節とされた。
季語としての月
俳句の世界で単に「月」と言った場合、それは秋の月をさし、それ以外の季節の月は「春の月」「夏の月」「梅雨の月」「盆の月」「冬の月」などと呼び区別する。秋の月は、春の花に対して、冬の雪とともに雪月花とよばれる「三大季語」の一つである。「木の間よりもりくる月のかげ見れば心づくしの秋は来にけり」よみ人しらず（『古今和歌集』）、「月見れば千々にものこそかなしけれ我が身ひとつの秋にはあらねど」大江千里（同）など、秋の月を賞し、月に物思うこころは古くから和歌に作られている。
- 例句
  - 秋もはやはらつく雨に月の形（なり） 松尾芭蕉
  - 月天心貧しき町を通りけり 与謝蕪村

- 傍題
  - 上弦
  - 下弦（かげん・げげん）
  - 弓張月（片割月・弦月・半月）
  - 月の舟
  - 月の弓
  - 上り月
  - 下り月（降り月・望くだり）
  - 有明（有明月）
  - 朝月（朝月夜（あさづくよ））

### パラオ

パラオの国旗

パラオの国旗は、明るい青の上に黄金色の満月を描いている。シンプルなデザインではあるが、パラオの人々にとっては特別な意味を含んでいる。黄金色の月は、パラオ人の機が熟し独立国となったことを表し、また月はパラオの人々にとって収穫や、自然の循環、年中行事に重要な役割を果たしている。

### ネイティブアメリカン
ネイティブアメリカン（インディアン）には、月の模様を女性の顔と見る慣習がある。

### 月を見ることに関する伝承
北欧において「妊娠した女性は月を見てはいけない」、あるいは「イヌイットの娘は月を見ると妊娠するから月を見ない」、アイスランドにおいて「子供が精神障害になるから妊婦が月に顔を向けてはいけない」など、女性が月を見ることを禁忌とした伝承はいくつかある。

### 17世紀以降の月理学の発展

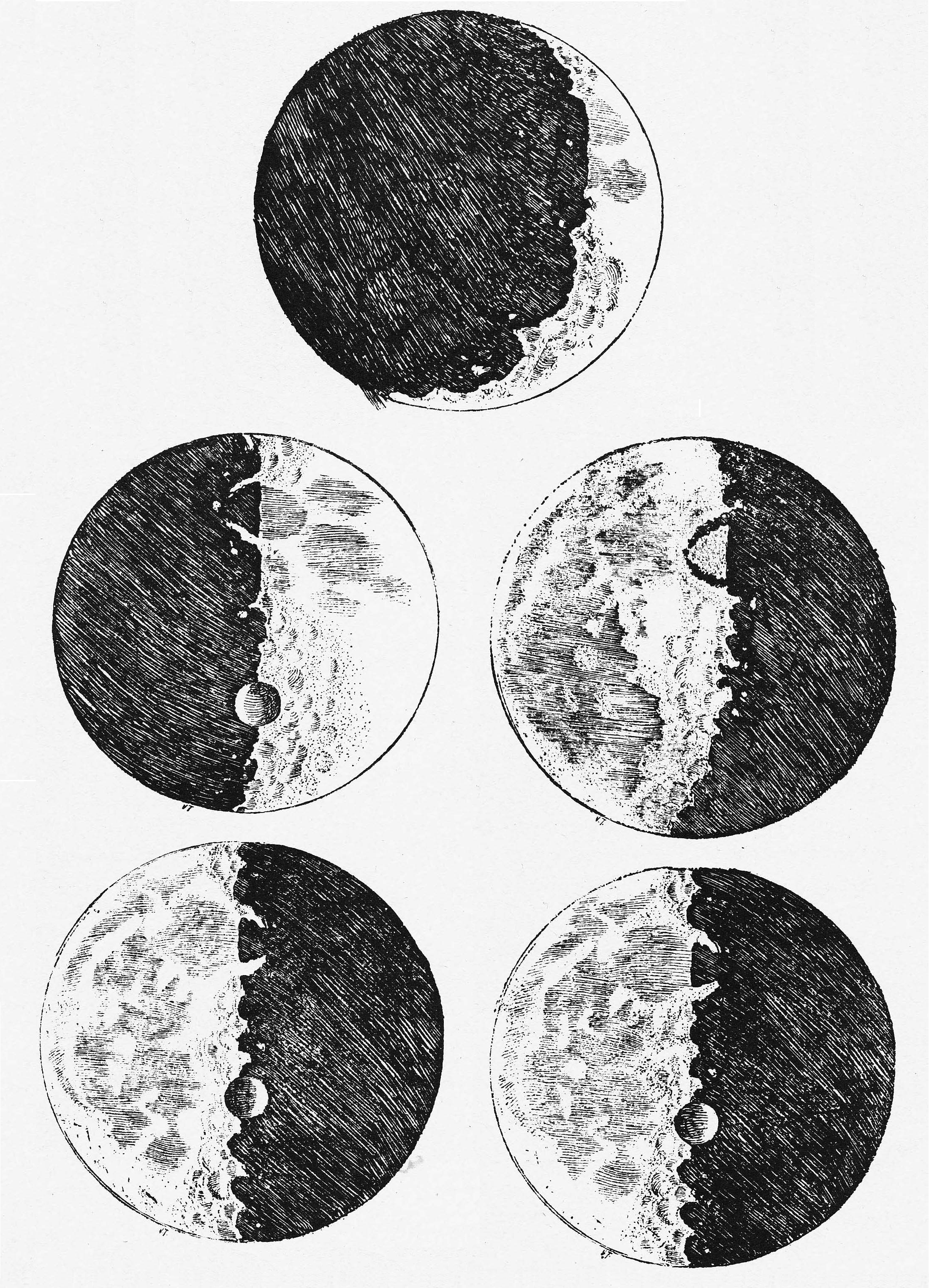
ガリレオ・ガリレイのスケッチ （1610年）

「月の研究は望遠鏡による観察と、月面図の作成という形で始まった。これを月理学と呼ぶ。
最初の月面図を作成したのはイギリスのウィリアム・ギルバートだと考えられている。ウィリアム・ギルバートは1603年に亡くなっており、観察自体は1600年頃のものだと考えられている。月面図自体が出版されたのは1651年と遅かった。ギルバートの観察は裸眼によるものであり、月理学のさきがけと言える。最初に望遠鏡で月面を観測したのは、イギリスのトーマス・ハリオットであった。ハリオットの月面図は1609年7月に作成された。ガリレオ・ガリレイによる有名なスケッチは1610年に描かれ、同年3月13日に出版された「星界の報告」で発表されている。先駆者の仕事と比較すると、特徴的な地形を精密に描いたこと、「山」の影の長さを計測し、「標高」を推定したことにおいて優れている。彼の計測により、月面の山が地球上の山よりも高いことが分かった。

### 月旅行を描いた小説
ギリシャ時代に書かれたルキアノスの『イカロ・メニッパス』では、翼をつけてオリンポス山から飛び上がることで月に行く様子が描かれている。
シラノ・ド・ベルジュラックも1656年に『月世界旅行記』を書いている。ムルタ・マクダーモットは1728年に『A Trip to the Moon』を出版した。
1865年、1870年にはフランスの作家ジュール・ヴェルヌは小説『月世界旅行』を発表した。これは、南北戦争終了後のアメリカ合衆国において、「大砲クラブ」なる火器の専門家集団が巨大な大砲を製造して、人間が入った大きな砲弾に着陸・帰還用のロケットエンジンを搭載して月に撃ち込むことで人を送り込もうとする、という物語である。
1901年には『月世界最初の人間』がハーバート・ジョージ・ウェルズによって著された。
そのほかにも、ジョン・W・キャンベル『月は地獄だ！』やロバート・A・ハインライン『月を売った男』のように初の月面到達を描いた小説はいくつも書かれている。
日本では1882年6月に貫名駿一が『星世界旅行 千万無量』、1888年に井口元一郎が『夢幻現象政海之破裂』、1906年に羽化仙史が『月世界探検』、1915年には石松夢人が『怪飛行艇月世界旅行』を著した。

### 冷戦時代の無人探査と有人探査
冷戦の影響下で、有人探査にむけてアメリカ合衆国とソビエト連邦の間で熾烈な競争（宇宙開発競争、スペース・レース）が行われた。当初宇宙開発競争はソ連が先行しており、人類初の有人宇宙飛行は1961年4月12日、ソ連のボストーク1号に乗るユーリ・ガガーリンにより行われ、初めて地球周回軌道に入った。これに対抗してアメリカも宇宙開発を進めており、有人宇宙飛行計画としてマーキュリー計画が進められていた。
月に接近した最初の人工物体は、ソビエト連邦のルナ計画によって打ち上げられた無人探査機ルナ1号で、1959年1月に月近傍5,995 kmを通過した。ソビエト連邦は引き続き無人探査機ルナ2号で月面到達に成功した。ルナ2号は1959年9月13日に月面へ着陸・衝突している。月の裏側を初めて観測したのは1959年10月7日に裏側の写真を撮影したルナ3号。初めて軟着陸に成功したのはルナ9号で、1966年2月3日に着陸し月面からの写真を送信してきた。1966年3月31日に打ち上げられたルナ10号は初めて月の周回軌道に乗った。

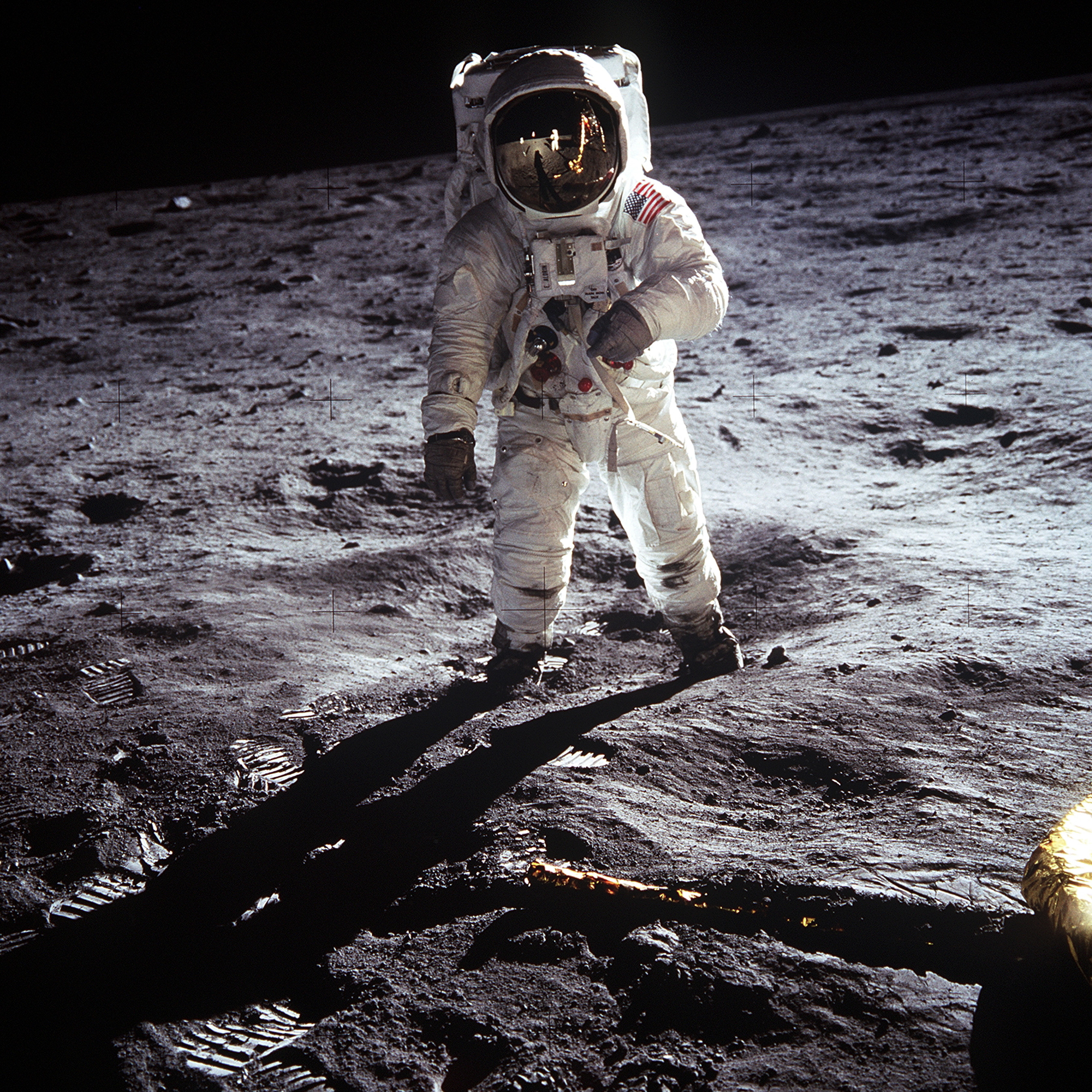
月面を歩くバズ・オルドリン 1969年7月20日

しかし、人間を月に送ることに成功したのはアメリカである。アメリカは1959年3月3日に打ち上げられたパイオニア4号で初めて月の無人探査に成功し、1961年5月25日に行なわれた「アメリカは10年以内にアメリカ人を月に送り、無事地球に帰還させることを約束すべきだと信じます。」というケネディ大統領の声明もあって、ジェミニ計画を経てアポロ計画が行われることとなった。レインジャー計画（衝突）、サーベイヤー計画（軟着陸）、ルナ・オービター計画（周回）などにより有人機の着陸に適した場所が選ばれ、1969年7月20日、アポロ11号が静かの海に着陸しニール・アームストロング船長が人類で初めて月面に降り立った。このアポロ計画は1972年のアポロ17号まで続けられた。なお、アポロ13号は事故（液化酸素タンクの爆発）により、月面に着陸せずに、月軌道を周回して不要になったロケットパーツを月に落下させて人工地震を起こさせただけで、地球に帰還した。
しかしこのような探査には高度な技術と莫大な費用が必要であり、アメリカではアポロ20号まで予定されていたが、予算の削減で17号で終わった。ソ連は1970年から1974年にかけて、ルナ16号、20号、24号で月の土壌を採取し地球へ持ち帰ることに成功、ルナ17号、21号で無人月面車を送り込んだが、有人月面探査計画であるソユーズL3計画は1974年6月23日、正式に中止が決定した。

### アポロ計画終了以後
アポロ計画終了以後人類は月面を歩いていないが、各国による無人探査が行われている。2004年2月、アメリカ大統領ジョージ・W・ブッシュは2020年までに再び月に人類を送り込む計画を発表し、NASAによりコンステレーション計画が発表されたが、後に予算の圧迫などを理由に中止されている。その他には、欧州宇宙機関 (ESA)、中国国家航天局 (CNSA)、日本の宇宙航空研究開発機構 (JAXA)、インド宇宙研究機関 (ISRO) でも月探査計画がある。
中国は月面探査に積極的な姿勢をとっており、特に月面でヘリウムの同位体であるヘリウム3の発掘を行い地球でエネルギー資源として用いることを狙っていると言われる。2019年には探査機嫦娥4号が月の裏側に着陸した。
日本ではLUNAR-AとSELENE（かぐや）の2つの計画があり、月探査計画LUNAR-Aではペネトレータと呼ばれる槍状の探査機器を月面に打ち込み、月の内部構造を探る計画だったが、2007年に計画中止が決まった。月探査周回衛星計画SELENEは月の起源と進化の解明のためのデータを取得することと、将来の月探査に向けての技術の取得を目的としている。2007年9月14日に打ち上げられ、2009年6月11日まで月を周回してデータを集めた。
なお2006年には、それまで解析されずに放置されていたアポロ観測データが発掘された。この観測データの解析の結果、従来の知見を覆すような結果が得られ始めている。このアポロ観測データと日本のかぐやなど、世界の月周回探査衛星による観測データを合わせた解析によって、より月の起源について理解が深まることが期待される。
また、より長期の計画として月面基地建設の構想もある。NASAは2006年12月、上記のコンステレーション計画の一つとして2020年までに月面基地の建設を開始し、2024年頃には長期滞在を可能とする計画を発表したが、こちらも中止されている。またロシア連邦宇宙局は2007年8月、2025年までの有人月面着陸と、2028年 - 2032年の月面基地建設を柱とした長期計画を発表した。JAXAの長期計画にも有人の月面基地が含まれる。
各国が月での開発を行うにあたり、安全に首尾よく探査するため、そして、政治的緊張を緩和し、事故を防止するため、過去現在将来に渡る「月活動登録簿」を作成することをオープン・ルナー・ファウンデーションが提案している。

### 1990年代以降の月探査機一覧
- ひてん（日本、1990年 - 1993年）
- クレメンタイン（アメリカ、1994年）
- ルナ・プロスペクター（アメリカ、1998年 - 1999年）
- のぞみ（日本、1998年 - 2003年）
  - 火星へ向かうための月スイングバイの際、若干だが科学観測も行っている。
- スマート1（欧州、2003年 - 2006年）
- かぐや（日本、2007年 - 2009年）
- 嫦娥1号（中国、2007年 - 2009年）
- チャンドラヤーン1号（インド、2008年 - 2009年）
- ルナー・リコネサンス・オービター（米国、2009年 - ）
- エルクロス（アメリカ、2009年）
- 嫦娥2号（中国、2010年 - ）
- GRAIL（アメリカ、2011年 - 2012年）
- LADEE（アメリカ、2013年 - 2014年）
- 嫦娥3号（中国、2013年 - ）
- 嫦娥4号（中国、2018年 - ）

## 地名

### クレーター
- アサダ
- アッベ
- アーベル
- アベンエズラ
- アボット
- アポロ
- イネス
- エラトステネス
- グーテンベルク
- クラビウス - 直径230km、地球から見える月面上のクレーターの中でも1・2を争う巨大クレーター。多角形が特徴。クリストファー・クラヴィウス（ドイツ出身の数学者・天文学者）が名の由来。
- ゴクレニウス
- コペルニクス
- ジョルダーノ・ブルーノ - 1178年に月面で発光現象が観測されたという記録があり、かつてはこの時にできたクレーターだと考えられていた。かぐやによる観測で実際には100万年から1000万年前に形成されたことが明らかになったが、月面にある直径10km以上のクレーターの中で最も新しいことに変わりはない[54][55]。
- ティコ
- プトレマイオス
- ワン・フー
- ダーウィン

### 山・山脈
- ピレネー山脈
- アルプス山脈

### 海・大洋
- 嵐の大洋 - 月面最大の海
- 雨の海 -  2番目に大きな海
- 泡の海
- 既知の海
- 危難の海
- 雲の海
- 賢者の海
- 氷の海
- 静かの海
- 島の海
- 湿りの海
- 蒸気の海
- スミス海
- 波の海
- 晴れの海
- 東の海
- 縁の海
- フンボルト海
- 蛇の海
- 南の海
- 神酒の海
- モスクワの海
- 豊かの海

## 物理学の未解決問題
月の離心率の増大: 月は潮汐摩擦によってゆっくり遠ざかっているが、同時に軌道が少しずつひしゃげていることがレーザー観測から判明している。力学的モデルとは一致しないこの離心率のわずかな拡大の原因は何か？という未解決問題があり、天文学の研究者および物理学者による議論があるものの解決には至っていない。

## 第2の月
しばしば小惑星が地球-月に接近し、「第2の月」と呼ばれることがある。確実性の高い自然物としては2006 RH120と2020 CD3が知られ、2024年9月末には2024 PT5も加わる見込み。